# Selangor FC
La Selangor Football Club (mal: Kelab Bola Sepak Selangor), comúnmente conocido como SFC, es un equipo de fútbol de Malasia que juega en la Superliga de Malasia, la liga de fútbol más importante del país.
Fue fundado en 1880, aunque oficialmente se dice que fue hasta 1936 en la ciudad de Shah Alam.

## Jugadores

### Jugadores destacados
| - Kamarudin Abdullah (1980) - Reduan Abdullah (1976) - Azman Adnan (1993) - Abdullah Ali (1975) - Hanafiah Ali (1972) - Razali Alias (1986) - R Arumugam (1973) - Soh Chin Aun (1970) - Mohd Roslan Buang (1955) - Datuk M. Chandran (1962) - Mokhtar Dahari (1972) - Edwin Dutton (1950) - Stanley Gabrielle (1953) - K. Gunalan (1989) - Zainal Abidin Hassan (1980) - Bahwandi Hiralal (1972) - Ismail Ibrahim (1990) - Megat Amir Faisal Al-Khalidy Ibrahim (2006) - Muhamad Khalid Jamlus (2005) - Edwin Daniel (2009) - Chow Chee Keong (1964) - Sadar Khan (1968) - Lim Teong Kim (1984-1986) - Arthur Koh (1955) - Yusri Che Lah (2000) - Chow Kwai Lam (1971) - Indra Putra Mahayuddin (2007) - P. Maniam (1991) - Khan Hung Meng (1981) - Datuk Abdul Ghani Minhat (1955) - Ibrahim Mydin (1968) - Jamaluddin Norbit (1980) - Mohd Shah Norbit (1971) - Zulkifli Norbit (1968) - Abdullah Nordin (1960) - Zainal Nordin (1988) - Wong Hung Nung (1981) - Dollah Salleh (1988) - K. Sanbagamaran (2003) - Santokh Singh (1972) - Rusdi Suparman (1994) - N. Thanabalan (1968) | - Wong Choon Wah (1968) - Mohd Nizaruddin Yusof (2000) - Ivica Kulasevic (2002) - Darko Novacic (2003–04) - Kresimir Bozic (1989) - Pavel Korejcik (1990–91) - Chris Kiwomya (1997) - Joerg Kallenborn (1993-94) - Zsolt Bücs (1993) - Péter Disztl (1993) - Cristian Mustaca (1996) - Perica Ognjenović (2006) - Karel Stromsik (1989–91) - Jeff Hopkins (1997–98) - Etolo Ebodo Edede (1993) - Alexander Freeman (1998) - Mass Sarr Jr (2002–03) - Frank Seator (2007–08) - Cheikh Ba (2006) - Christopher Zwane Mandla (1997) - Evans Chisulo (2007–08) - Ross Aloisi (2004) - Josip Biskic (1995-96) - Robert Dunn (1990–91) - Mehmet Durakovic (1995–98) - Alistair Edwards (1994) - Ante Kovacevic (2004) - David Mitchell (1995–96) - Tim Bredbury (1992) - Ross Greer (1992–93) - Dimitre Kalkanov (1993–94) - Elie Aiboy (2005–06), (2008-08) - Bambang Pamungkas (2005–06) - Buddy Farah (2005–06) - Diego Rubén Cepeda (2004) - Brian Fuentes (2004–06) - Aldo Andrés Mores (2004) - Karel Stromsik (Spain 1982) - Peter Disztl - Perica Ognjenović - Boško Balaban |

## Entrenadores
- K. Devan (2009-11) [1]
- P. Maniam (2011)[1]
- Irfan Bakti (2011-13)[2]
- P. Maniam (2013)[2]
- Mehmet Duraković (2013-15)[3]
- Zainal Abdin Hassan (2015-16)[4][5]
- K. Gunalan (2016)[5][6]
- P. Maniam (2016-18)[7][8]
- Nazliazmi Mohd Nasir  (2018)[8][9]
- Bhaskran Satiananthan (2018-20)[10]
- Michael Feichtenbeiner (2020)
- Karsten Neitzel (2020-21)
- Michael Feichtenbeiner (2021-22)
- Nidzam Jamil (2022)
- Tan Cheng Hoe (2022-24)
- Nidzam Jamil (2024)
- Abdifitaah Hassan (2024-)

## Palmarés

### Torneos internacionales oficiales
- Liga de Campeones de la AFC:

Subcampeón 1967

### Torneos nacionales
- Superliga de Malasia: (7)

1980, 1984, 1989, 1990, 2000, 2009, 2010
- Liga Premier de Malasia: (2)

1993, 2005
- Copa de Malasia: (33)

1922, 1927, 1928, 1929, 1935, 1936, 1938, 1949, 1956, 1959, 1961, 1962, 1963, 1966, 1968, 1969, 1971, 1972, 1973, 1975, 1976, 1978, 1979, 1981, 1982, 1984, 1986, 1995, 1996, 1997, 2002, 2005, 2015
- Copa FA de Malasia: (5)

1991, 1997, 2001, 2005, 2009
- Malasia Charity Shield: (8)

1985, 1987, 1990, 1996, 1997, 2002, 2009, 2010

## Participación en competiciones de la AFC
| Temporada | Torneo                        | Ronda            | Club                   | Casa | Visita | Global   |
| --------- | ----------------------------- | ---------------- | ---------------------- | ---- | ------ | -------- |
| 1967      | Copa de Clubes de Asia        | Primera ronda    | Vietnam Customs        | 0–0  | 2–1    | 2–1      |
| 1967      | Copa de Clubes de Asia        | Segunda ronda    | Bangkok Bank           | 1–0  | 0–0    | 1–0      |
| 1967      | Copa de Clubes de Asia        | Semifinal        | Korea Tungsten         | 1–0  | 0–0    | 1–0      |
| 1967      | Copa de Clubes de Asia        | Final            | Hapoel Tel Aviv        | 1–2  | 1–2    | 1–2      |
| 1970      | Copa de Clubes de Asia        | Grupo A          | Homenetmen             | 2–4  | 2–4    | 3º Lugar |
| 1970      | Copa de Clubes de Asia        | Grupo A          | Taj                    | 0–3  | 0–3    | 3º Lugar |
| 1986      | Copa de Clubes de Asia        | Primera ronda    | Port Authority         | 1–0  | 1–0    | 2–0      |
| 1986      | Copa de Clubes de Asia        | Grupo D          | Furukawa Electric      | 1–2  | 1–2    | 3º Lugar |
| 1986      | Copa de Clubes de Asia        | Grupo D          | Hap Kuan               | 5–0  | 5–0    | 3º Lugar |
| 1997–98   | Copa de Clubes de Asia        | Primera ronda    | South China            | 0–0  | 0–2    | 0–2      |
| 1998–99   | Copa de Clubes de Asia        | Primera ronda    | Singapore Armed Forces | 4–1  | 0–1    | 4–2      |
| 1998–99   | Copa de Clubes de Asia        | Octavos de final | Pohang Steelers        | 1–4  | 0–6    | 1–10     |
| 2001–02   | Copa de Clubes de Asia        | Primera ronda    | Dalian Shide           | 0–2  | 0–5    | 0–7      |
| 2006      | Copa de la AFC                | Grupo F          | Tampines Rovers        | 1–0  | 2–3    | 2º Lugar |
| 2006      | Copa de la AFC                | Grupo F          | Hurriyya               | 1–0  | 3–1    | 2º Lugar |
| 2006      | Copa de la AFC                | Grupo F          | Happy Valley           | 4–3  | 3–2    | 2º Lugar |
| 2006      | Copa de la AFC                | Cuartos de final | Nejmeh                 | 0–1  | 0–0    | 0–1      |
| 2010      | Copa de la AFC                | Grupo F          | Bình Dươn              | 0–0  | 0–4    | 3º Lugar |
| 2010      | Copa de la AFC                | Grupo F          | Sriwijaya              | 0–4  | 1–6    | 3º Lugar |
| 2010      | Copa de la AFC                | Grupo F          | Victory                | 5–0  | 1–2    | 3º Lugar |
| 2013      | Copa de la AFC                | Grupo H          | East Bengal            | 2–2  | 0–1    | 2º Lugar |
| 2013      | Copa de la AFC                | Grupo H          | Tampines Rovers        | 3–3  | 3–2    | 2º Lugar |
| 2013      | Copa de la AFC                | Grupo H          | Xuan Thanh Saigon      | 3–1  | 1–2    | 2º Lugar |
| 2013      | Copa de la AFC                | Octavos de final | New Radiant            | 0–2  | 0–2    | 0–2      |
| 2014      | Copa de la AFC                | Grupo F          | Arema                  | 1–1  | 0–1    | 3º Lugar |
| 2014      | Copa de la AFC                | Grupo F          | Maziya                 | 4–1  | 1–1    | 3º Lugar |
| 2014      | Copa de la AFC                | Grupo F          | Hanoi T&T              | 3–1  | 0–1    | 3º Lugar |
| 2016      | Copa de la AFC                | Grupo E          | Ceres                  | 0–0  | 2–2    | 3º Lugar |
| 2016      | Copa de la AFC                | Grupo E          | Tampines Rovers        | 0–1  | 0–1    | 3º Lugar |
| 2016      | Copa de la AFC                | Grupo E          | Sheikh Jamal Dhanmondi | 2–1  | 4–3    | 3º Lugar |
| 2024–25   | Liga de Campeones 2 de la AFC | Grupo H          | Muangthong United      | 1–2  | 1–1    | 3º Lugar |
| 2024–25   | Liga de Campeones 2 de la AFC | Grupo H          | DH Cebu                | 1–0  | 4–0    | 3º Lugar |
| 2024–25   | Liga de Campeones 2 de la AFC | Grupo H          | Jeonbuk Hyundai Motors | 2–1  | 0–1    | 3º Lugar |